# Under the Bridge
Under the Bridge är en låt av Red Hot Chili Peppers från albumet Blood Sugar Sex Magik. Låten släpptes som singel 1992 och en musikvideo spelades in. Singeln nådde andraplatsen på Billboard Hot 100 1992.

## Skapandet
Enligt sångaren Anthony Kiedis memoarer "Scar Tissue" kom låten till efter att den då drogfrie sångaren Kiedis kommit till studion och ertappat gitarristen John Frusciante och basisten Michael "Flea" Balzary med att röka marijuana under en repetition. Stämningen blev enligt Anthony väldigt underlig och han ska genast ha känt en känsla av utanförskap. Därför tog han detta som ett tecken på att deras vänskap utanför bandet var avslutad. I bilen hem började han fundera över sitt gamla förhållande med Ione Skye och hur han brukade ta hennes tillgivenhet för givet. Han hämtade också inspiration från sitt förhållande till Los Angeles och framförallt en plats under en motorvägsbro dit han tidigare hade varit stamkund för köp av heroin.
Dikten hittades senare av producenten Rick Rubin som tyckte att den var helt lysande. Resten av bandet gillade den så Frusciante och Kiedes skrev tillsammans en melodi och låten spelades in som "Under the Bridge" Låten släpptes senare på albumet Blood Sugar Sex Magik som blev en enorm framgång. Den är en av de få som alltid spelas på Red Hot Chili Peppers konserter och den är ofta precis före slutnumret Give It Away från samma album.

## Cover-versioner
All Saints släppte 1998 en cover på "Under the Bridge".